# Serghei Dubrovin
Serghei Dubrovin (n. 4 ianuarie 1952, Bălți) este un fost fotbalist și actual antrenor de fotbal moldovean, care ultima dată a antrenat echipa Zaria Bălți din Divizia Națională (în 2015).
Deține Licență PRO UEFA de antrenor.

## Palmares
PKT Bontang
- Liga Indonesia Premier Division:

Locul 2: 1999-2000
Petrokimia Putra
- Liga Indonesia Premier Division:

Câștigător: 2002
Persija Jakarta
- Liga Indonesia Premier Division:

Locul 3: 2004